# Ludovic Moyersoen
Pour les articles homonymes, voir Moyersoen.
Ludovic Moyersoen, né à Alost le 1er août 1904 et mort dans cette même ville le 29 août 1992, est un avocat et homme politique catholique. Il est ministre belge à plusieurs reprises pour le Parti social chrétien.

## Biographie
Ludovic Moyersoen, né à Alost le 1er août 1904, est le fils de Romain Moyersoen, ministre dans plusieurs gouvernements avant la Seconde Guerre mondiale, et d'Aline Liénart. Il épouse Teresa Thuysbaert, fille du bourgmestre de Lokeren Prosper Thuysbaert qui lui donne onze enfants.
Ludovic Moyersoen étudie chez les Jésuites au collège Saint-Joseph d'Alost, aux Facultés universitaires Notre-Dame de la Paix de Namur et l'Université catholique de Louvain. En 1927, il obtient le diplôme de docteur en droit et, en 1928, de licencié en sciences politiques et sociales. Il commence une carrière d'avocat en s'inscrivant au barreau de Termonde et milite dans différents organismes d'obédience catholique.
Pendant la Seconde Guerre mondiale, il organise l'aide aux travailleurs belges en Allemagne et fait partie de la Résistance au sein du réseau Socrates qui venait en aide aux réfractaires au travail en Allemagne.
Après la Libération en septembre 1944, il travaille comme attaché dans le cabinet du Premier ministre Hubert Pierlot.
Il est élu député par l'arrondissement d'Alost à la Chambre des représentants de 1946 à 1968.
D'août 1950 à janvier 1952, il est une première fois nommé ministre de la Justice dans le gouvernement Phollien. À ce poste, il met un terme aux exécutions capitales qui avaient frappé nombre d'ex-collaborateurs après la Seconde Guerre mondiale. Dans le contexte de l'intensification de la Guerre froide, il s'attaque au risque de déstabilisation de l'État par les communistes. De 1952 à 1954, il poursuit en étant ministre de l'Intérieur dans le gouvernement Van Houtte. Enfin, il est ministre de la Défense nationale de 1965 à 1966 dans le gouvernement Harmel. 
Il était membre de diverses assemblées européennes.

## Distinction
- Grand-croix de l'ordre de Léopold II en 1951 (Belgique).